# Primera Liga de Eslovenia 2006-07
La PrvaLiga de Eslovenia 2006-07 fue la 16.ª edición de la máxima categoría del fútbol esloveno. Inició el 29 de julio de 2006 y finalizó el 26 de mayo de 2007. El campeón fue el NK Domžale, que conquistó su primer título.

## Tabla de posiciones
| Pos | Equipo        | PJ | PG | PE | PP | GF | GC | Dif | Pts |
| --- | ------------- | -- | -- | -- | -- | -- | -- | --- | --- |
| 1   | Domžale       | 36 | 21 | 12 | 3  | 64 | 29 | +35 | 75  |
| 2   | Gorica        | 36 | 17 | 7  | 12 | 66 | 63 | +3  | 58  |
| 3   | Maribor       | 36 | 15 | 12 | 9  | 64 | 50 | +14 | 57  |
| 4   | Drava Ptuj    | 36 | 15 | 10 | 11 | 61 | 52 | +9  | 55  |
| 5   | Primorje      | 36 | 15 | 10 | 11 | 52 | 47 | +5  | 55  |
| 6   | Koper         | 36 | 10 | 15 | 11 | 51 | 46 | +5  | 45  |
| 7   | Celje         | 36 | 11 | 12 | 13 | 54 | 51 | +3  | 45  |
| 8   | Nafta Lendava | 36 | 12 | 9  | 15 | 45 | 59 | –14 | 45  |
| 9   | Interblock    | 36 | 5  | 11 | 20 | 34 | 68 | –34 | 26  |
| 10  | Bela Krajina  | 36 | 5  | 10 | 21 | 38 | 64 | –26 | 25  |

PJ = Partidos jugados; PG = Partidos ganados; PE = Partidos empatados; PP = Partidos perdidos; GF = Goles anotados; GC = Goles recibidos; Dif = Diferencia de goles; Pts = Puntos
|  | Liga de Campeones de la UEFA |
|  | Copa UEFA                    |
|  | Copa Intertoto de la UEFA    |
|  | Promoción de descenso        |
|  | Descenso a la 2. SNL         |

| Bandera de Eslovenia         |
| Campeón NK Domžale 1° título |

### Promoción de descenso
| Equipo 1    | Agr. | Equipo 2      | Ida | Vuelta |
| ----------- | ---- | ------------- | --- | ------ |
| SC Bonifika | 2-4  | NK Interblock | 1-3 | 1-1    |